# شوفون مارش
شوفون مارش (بالإنجليزية: Chevone Marsh) (25 فبراير 1994 بكينغستون في جامايكا - ) هو لاعب كرة قدم جامايكي في مركز الوسط. شارك مع منتخب جامايكا تحت 20 سنة لكرة القدم ومنتخب جامايكا لكرة القدم. أما مع النوادي، فقد لعب مع Cavalier F.C. ‏.

## روابط خارجية
- شوفون مارش على موقع قاعدة بيانات كرة القدم.إي يو (الإنجليزية)
- شوفون مارش على موقع Soccerway.com (الإنجليزية)